# Interstate '76
Interstate '76, também conhecido como Interestadual '76, é um jogo de computador para PCs, desenvolvido pela Activision e lançado em 28 de março de 1997.

## Enredo
O jogo, tem como personagens principais, Groove Champion(ou Campeão Groove, como também ficou conhecido no Brasil),  que é auxiliado por seu parceiro Taurus, e seu mecânico, Skeeter. Um bandido perigoso, mas de identidade desconhecida está convocando vilões motorizados(também conhecidos como "creepers") de todo o país para formar um exército particular de mercenários sobre rodas. Jade, irmã de Groove, e Taurus são dois Vigilantes que estão investigando os planos desta quadrilha, mas, na noite de 3 de Julho de 1976, Jade Champion é atacada em uma emboscada na periferia de Lubbock, Texas. Taurus tenta a todo custo salvá-la, assim como ela o salvou em uma ocasião anterior, mas não consegue chegar a tempo. Jade é assassinada com dois tiros à queima-roupa. Taurus vai em busca de Groove, do outro lado do país, e lhe conta todo o ocorrido com sua irmã. Este, a princípio, por razões pessoais, reluta em voltar às pistas, mas o bom poder de persuasão de Taurus, somado ao crescente desejo por vingança pela morte de Jade, faz Groove reconsiderar suas idéias e partir com Taurus em uma perseguição alucinada, ao volante de um Picard Piranha 1972, o carro de Jade, uma máquina rápida e completamente armada, pronta para as mais perigosas missões.
Taurus serve como um mentor e parceiro de Groove nas primeiras missões, mas seu carro, apelidado de Eloise, é destruído em uma cilada pelos bandidos, e ele passa a seguir viagem pelo Texas na van de Skeeter. Seu apoio se torna cada vez menos físico, e cada vez mais psicológico para Groove, que passa a recuperar suas habilidades, e sobretudo, suas coragem e auto-confiança perdidas.
As pistas levam a Antonio Malochio, um contrabandista com um passado questionável. Malochio, que na maior parte do tempo, se faz passar por um pacato negociante de móveis e decorações, comprou uma bomba H no mercado negro, e tem planos de usá-la para destruir a West Texas Federal Stock - a maior reserva federal de petróleo dos Estados Unidos da América. Se seus planos derem certo, em vez de crise, haverá um verdadeiro pânico nacional e mundial, o início da anarquia, e então Malochio e seu exército de auto-vilões (secretamente apoiados pela OPEP) dominarão o país.
Durante as missões, o jogador, encarnando Groove, tem de enfrentar vários capangas de Malochio, como Cloaker, Disco Cat, Patriot, xerifes e políticos corruptos e até uma frota de jeeps-robôs rádio-controlados.
Groove e seus amigos finalmente chegam em Fort Davis, o esconderijo de Malochio, mas ele arma a bomba e se prepara para fugir, mas Groove mais uma vez, consegue salvar seus amigos, desarmar a bomba e, finalmente, enfrentar Malochio em um último duelo. Groove, por fim, vence o duelo, e vinga-se da morte da irmã, matando Malochio. Nesse instante, acontece a famosa cena: Groove cerca Malochio em seu carro destruído, diz a famosa frase "Never get outta the car!"(Nunca saia do carro!) e dá dois tiros à queima-roupa em Malochio.